# Morne Fumé
Morne Fumé är ett berg i Martinique. Det ligger i den nordvästra delen av Martinique, 17 km norr om huvudstaden Fort-de-France. Toppen på Morne Fumé är 650 meter över havet.